# Wolfgang Delnui
Wolfgang Delnui (* 16. Juli 1977 in Aachen) ist ein niederländischer Komponist und Musikpädagoge, der vorwiegend in Belgien lehrt und arbeitet.

## Leben
Wolfgang Delnui studierte Rhythmik am Institut de Rythmique Jaques-Dalcroze de Belgique im belgischen Brüssel und schloss sein Studium im Jahr 2002 ab. Zwischenzeitlich studierte er Komposition bei Robert HP Platz am Conservatorium Maastricht in den Niederlanden sowie elektronische Musik am Centre de Recherche et de Formation musicales de Wallonie (mittlerweile: Centre Henri Pousseur)  im belgischen Lüttich. Am Maastrichter Konservatorium studierte er außerdem von 2015 bis 2017 zudem Schulmusik.
Nach Abschluss seines ersten Studiums begann er im Jahr 2002 als Lehrer für Musikalische Früherziehung an der Musikakademie der Deutschsprachigen Gemeinschaft Belgiens zu arbeiten, seit 2005 ist er Lehrer für Rhythmik an der Académie de Musique René Defossez in Spa.  Mittlerweile lehrt er auch an der Autonomen Hochschule Ostbelgien in Eupen.

## Werkverzeichnis (in Auswahl)
| Titel                          | Instrumente                                   | Komponiert (K) Uraufführung (U) Widmung (W) | Musiker*innen                                                                             | Anmerkungen |
| ------------------------------ | --------------------------------------------- | --- | ----------------------------------------------------------------------------------------- | --- |
| Wind                           | Orchester                                     | U: 9. Februar 2022 im Kulturzentrum Flagey, Brüssel, Belgien                                                                                        | Brussels Philharmonic, dirigiert von Lucie Legay                                          | |
| Inslicht                       | Akkordeon                                     | K: 2015/2018–2019 U: 29. Oktober 2019 im Viola – Centre for arts, Prešov, Slowakei W: Peter Katina                                                  | Peter Katina                                                                              | |
| Von der Zeit                   | Klaviertrio                                   | U: 25. Oktober 2019 im Kulturzentrum Flagey, Brüssel, Belgien                                                                                       | Trio Khnopff                                                                              | Das Stück ist ein Auftragswerk für Flagey and Ostbelgien |
| Konsensverschiebungen          | männlicher Obertonsänger, Klangelektronik     | U: 8. September 2018 im IKOB, Eupen, Belgien W: Wolfgang Saus                                                                                       | - Wolfgang Saus, Stimme - Centre Henri Pousseur, Elektronik - Wolfgang Delnui, Klangregie | Auftragswerk für das Ostbelgienfestival und das Meakusma Festival mit Unterstützung des Kulturministeriums der Deutschsprachigen Gemeinschaft Belgiens. Das Stück befasst sich mit dem Rechtsruck in der europäischen Politik und wurde im Auftrag des Instituts für Demokratiepädagogik im Alten Schlachthof in Eupen von Hans-Erich Viet verfilmt. |
| Tanz der Entschlossenen        | weibliche Stimme, Flöte, Violine, Violoncello | U: 8. Oktober 2014, Orgelbau Schumacher, Eupen, Belgien                                                                                             | Ensemble 88                                                                               | |
| Und der Wind…                  | Akkordeon                                     | U: 25. Mai 2013, Saint Petersburg International New Music Festival “REMUSIK”, Concert Hall Janani Kiri, St. Petersburg, Russland W: Sergey Tchirkov | Sergej Tchirkov                                                                           | |
| Schatten, gestalten            | Violoncello                                   | U: 14. August 2009, Eglise Saint-Louis, Vittel, Frankreich                                                                                          | Thomas Maternik                                                                           | |
| Konzert für Flöte und Ensemble | Flöte, Ensemble                               | U: 14. Dezember 2007, Pratika-Saal, Robert-Schumann-Musikhochschule Düsseldorf, Deutschland                                                         | Ensemble der Robert-Schumann-Musikhochschule, Rüdiger Bohn                                | Auftragswerk für die Robert-Schumann-Musikhochschule Düsseldorf |
| Ein Stück Nirgendwie           | Ensemble                                      | U: 21. Oktober 2007, XXVII Encontre Internacional de Compositores Illes Balears, Teatro Xesc Forteza, Palma de Mallorca, Spanien                    | MDI Ensemble (Associazione Musica d'Insieme di Milano), Robert HP Platz                   | |
| Zeithände                      | Sopran                                        | U: 27. April 2006, Klanken Festival, Willem-Hijstek Zaal, Conservatorium Maastricht, Maastricht, Niederlande                                        | Tina Fischer                                                                              | Zeithände wurde für den Gaudeamus Award 2006 nominiert, der in Amsterdam vergeben wird. |
| Looptonen                      | Flöten                                        | U: 13. November 2004, Van Vlissingzaal, Faculteit Muziek van de Hogeschool voor de kunsten, Utrecht, Niederlande                                    | Mélanie Cacault, Trui Allemeersch                                                         | Looptonen gewann den 1. Preis beim Kompositionswettbewerb “Flutonicon compositieconcours 2004” |
| Tonräume                       | Klarinette, Violine                           | U: 23. Juni 2002, Ecole du cirque, Brüssel, Belgien                                                                                                 | Benjamin Dieltjens, David Nunez                                                           | |

## Schriften
- Tomke Lask, Wolfgang Delnui, Sabrina Kirschner, Wolfgang Saus: Konsensverschiebungen. Zeitgenössische Musik hinterfragen, kontextualisieren, analysieren. Ein Arbeitsheft. Eupen 2023 (idp-dg.be [PDF]).
- Blitzschnelle Ideen mit Rhythmus & Musik. Kurze Spiele als Pausenfüller, Ritual und Auflockerung in Kita und Grundschule. Ökotopia, Münster 2015, ISBN 978-3-86702-333-7.
- Die Flamme Heiß. Bilderbuch mit Musik. Illustrationen von Isabelle Krhlanko. Grenz Echo-Verlag, Eupen 2024, ISBN 978-3-86712196-5.

## Musikverfilmung
- Konsensverschiebungen (2023), verfilmt im Auftrag des Eupener Instituts für Demokratiepädagogik von Regisseur Hans-Erich Viet[10]

## Auszeichnungen und Ehrungen
- 2004: 1. Preis beim Flutonicon compositieconcours mit der Komposition Looptonen